# Wh (digramme)
Cette page contient des caractères spéciaux ou non latins. S’ils s’affichent mal (▯, ?, etc.), consultez la page d’aide Unicode.
Pour les articles homonymes, voir WH.
Wh (minuscule wh) est un digramme de l'alphabet latin composé d'un W et d'un H.

## Linguistique

### Anglais
En anglais, « wh » représente le phonème /ʍ/ (une consonne fricative labio-vélaire sourde), continuation du vieil anglais « hw ». Ce phonème n'est distinct que dans quelques variétés de l'anglais (par exemple l'anglais écossais), il se confond ailleurs avec /w/.
De nombreux mots interrogatifs anglais débutent par ce phonème (comme what, where, etc.).

### Cornique
Certaines orthographes du cornique représentent par « wh » le phonème /ʍ/. D'autres emploient plutôt « hw ».

### Māori
En  maori de Nouvelle-Zélande, « wh » représente le phonème /f/ ~ /ɸ/, mais certaines tribus de la côte nord de la Nouvelle-Zélande le prononcent [h] ou [hw]. Lorsque les Européens débarquèrent en Nouvelle-Zélande, cet accent de la côte nord est celui qu'ils entendirent en premier et utilisèrent « wh » pour le transcrire.

## Représentation informatique
Comme la plupart des digrammes, il n'existe aucun encodage du Wh sous la forme d'un seul signe. Il est toujours réalisé en accolant les lettres W et H.